# 午後の保健室
午後の保健室（ごごのほけんしつ）は、柳家喬太郎による新作落語の演目。彼の新作落語の中でも有名な作品のひとつである。

## 概要
オヤジ臭い話し方をする中学生、現代の若者の様なちゃらちゃらした話し方をする校長などの喋り方とキャラクターが異なる2人が保健室を介して行われるドタバタ模様をコミカルに描いた作品。先述の2人がひと通り話した後に保健室の先生のセリフによって彼らが誰なのか明らかにされる部分が聴きどころになっている。1998年NHK新人演芸大賞（落語部門）大賞作品。

## あらすじ
ある中学の午後の保健室。エンドウという男が女性の保健の先生にあれこれ話しかけている。話し方はやたらとおやじくさいが実は３年生の生徒会長である。
若い女性らしい保健の先生はそんなエンドウをたしなめたりすかしたりしながら相手をしている。
そこに腹痛を訴えながらヤマザキという男が入ってくる。ヤンキーのような話し方をするこの男は実はこの中学の校長である。
エンドウがゆったり構えながらヤマザキをからかい、ヤマザキがそれに対して本気でキレるという、どちらが子供でどちらがおとなかわからない会話が続き、保健の先生も半ばあきれている。
校長の腹痛もおさまった頃、女生徒の一団が入ってきて保健の先生に「部活の時間だよ」と告げる。先生は「よし、行こっ！」とかわいらしく拳を突き上げると部屋を出ていく。
後に残ったエンドウが「あの保健の先生も若いですな」と言うと校長が「若えよな。還暦には見えねえ」。